# John Lindroth (Leichtathlet)
John Lindroth (* 11. Februar 1906; † 12. August 1974) war ein finnischer Stabhochspringer.
Bei den Leichtathletik-Europameisterschaften 1934 in Turin gewann er Bronze.
Seine persönliche Bestleistung von 4,03 m stellte er am 16. August 1931 in Helsinki auf.